# Ból rzutowany
Ból rzutowany (udzielony) – w praktyce klinicznej jeden z rodzajów bólu. Jest to ból "przenoszony" z narządów wewnętrznych do okolic skóry (nieraz odległych), czyli dermatomów, unerwionych z tego samego  odcinka rdzenia kręgowego co dany narząd wewnętrzny. Bólom rzutowanym towarzyszy często przykurcz odpowiednich mięśni.